# Station Auboué
Station Auboué is een spoorwegstation in de Franse gemeente Auboué.